# Rio Trombetas
Le Trombetas est une rivière qui se trouve sur la rive nord de l'Amazone.

## Géographie
Il le rejoint un peu au nord de la ville d'Óbidos, dans l'état de Pará au Brésil. Il prend sa source au niveau du Plateau des Guyanes. Son cours est fréquemment soumis à des rapides ainsi que des barrières de rochers. La rivière est navigable sur 217 kilomètres à partir de la confluence.

## Économie
À partir de la deuxième moitié du XIXe siècle, la vallée du Trombetas a commencé à se développer autour du commerce de la noix du Brésil. De petits villages se forment alors le long des fleuves, mais l’habitat demeure dispersé.
Une étude qui porte sur trois villages de la vallée du Trombetas (état du Pará)  a mesuré le renouvellement des pratiques de mobilités des populations forestières d’Amazonie, vivant essentiellement de l'agriculture vivrière d'abattis-brûlis fondée sur la culture du manioc, la pêche et la noix du Brésil.
Les importants bouleversements fonciers et législatifs qui ont eu lieu dans la vallée du Trombetas depuis les années 1970 ont transformé les formes traditionnelles d’occupation de l’espace et les modalités de circulation des hommes et des ressources ont en partie été causés par  la chute des prix de la noix du Brésil. Dans les années 1970, l’équilibre régional est bouleversé par l’entrée en jeu de l’État fédéral, qui développe deux projets d’envergure dans la région : l’ouverture d’une importante mine de bauxite et peu de temps après, la mise en place d’un chantier préparatoire à la construction de deux barrages hydro-électriques. Ces grands projets ont bouleversé  les systèmes d’occupation des populations traditionnelles de la région.